# Union sportive Thionville Lusitanos
Maillots
Actualités
Dernière mise à jour : 23 juillet 2025.
L'Union sportive Thionville Lusitanos, couramment abrégé en US Thionville Lusitanos ou USTL est un club de football français fondé en 1905 et situé à Thionville en Moselle. Le club évolue depuis la saison 2024-2025 en National 2.
Le club est fondé en 1905 sous le nom allemand du « Fußball-Club Diedenhofen ». Se situant en Alsace-Lorraine, au sein de l'Empire allemand, le club dispute ses premières rencontres officielles avec la fédération allemande. Après la Première Guerre mondiale, le club rejoint les compétitions françaises. La francisation de la région est suivie par le club qui est renommé en 1919 « La Sportive Thionvilloise ».
Lors de la Seconde Guerre mondiale, la légende Fritz Walter, international allemand, rejoint le club, lorsque ce dernier est sous l'annexion des Allemands.
Le club deviendra rapidement l'un des plus grands clubs de Lorraine en remportant sept championnats de Lorraine, six Coupes de Lorraine et en participant à deux saisons de Division 2. Ainsi, Thionville devient le club le plus titré de Lorraine sur le plan amateur et le club avec le plus de Coupes de Lorraine remportés dans l'histoire de la compétition.

En 2021, le Thionville FC devient l'« US Thionville Lusitanos » à la suite de la fusion entre ce dernier et le « Thionville AS Portugais Saint-François », club de la banlieue de la ville de Thionville, lorsque les deux clubs évoluaient en Régional 2. Depuis cette même année, l'US Thionville Lusitanos est présidé par François Ventrici. Le club connaîtra depuis cette date trois montées successives du Régional 2 au National 2.

## Historique

### Fondation et premiers résultats (1905-1939)
Deux ans seulement après la création du FBC Wodan de Sarreguemines et un an après la création du Luft und Sonne 04 (premier club de football à Metz), le troisième club de l'histoire de la Lorraine voit le jour sous le nom de Fußball-Club Diedenhofen, par l’intermédiaire de Emile Muller, ancien étudiant à la faculté de médecine de Strasbourg ; il devient alors le premier club de football de la ville, à l'époque allemande du Reichsland Elsaß-Lothringen. Alors au sein de l'Empire allemand, le club dispute ses premières rencontres officielles de football avec la fédération allemande de football (la Deutscher Fußball-Bund).

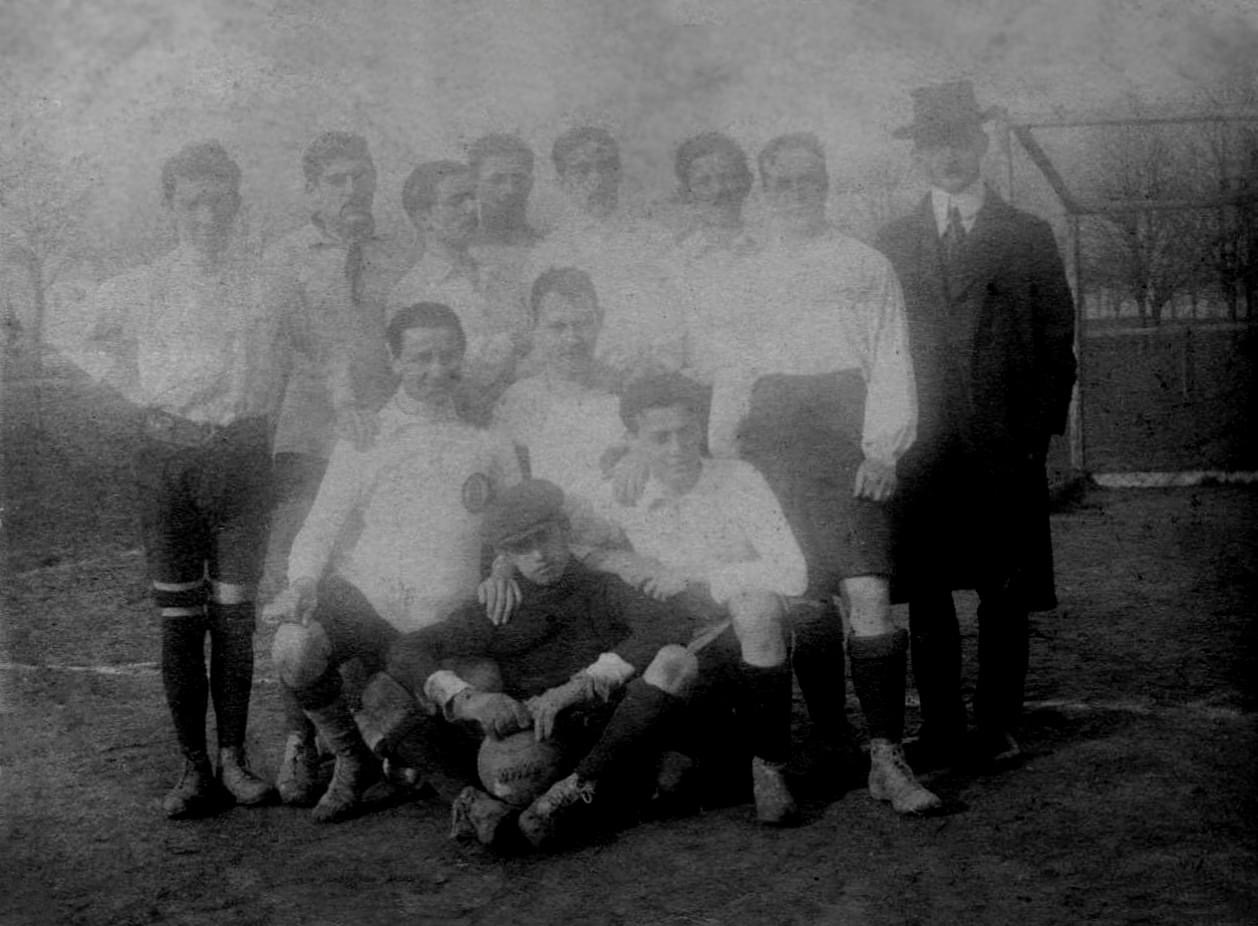
Le FC Diedenhofen en 1913

Le club prend vraiment son envol après la Première Guerre mondiale, en 1919, sous l'appellation de La Sportive Thionvilloise et connaît une première consécration avec la conquête du titre de Champion de Lorraine au terme de la saison 1922-1923. Cette performance allait être renouvelée en 1924-1925 et 1927-1928. La Sportive devient rapidement le club le plus important de Lorraine derrière le CA Messin. Lors de l'édition 1924-1925 de la Coupe de France, le club atteint pour la première fois de son histoire la phase finale de la compétition avec un 32e de finale face à l'US Belfort (défaite quatre buts à deux). Cette époque florissante pour le club allait aussi être marquée par des victoires en finale du Challenge de Wendel (la Coupe de Lorraine) en 1924-1925 et 1928-1929. Possédant rapidement un nombre de membres important, La Sportive Thionvilloise, dès 1924, est pourvue d’un directeur de la section football.
En décembre 1934, l’idée de professionnaliser La Sportive Thionvilloise est également évoquée. Elle est proposée une première fois par le docteur Muller, conseiller municipal, lors de la séance du 12 décembre 1934. Le président du club, Marcel Bur, confirme les réflexions en cours quelques jours plus tard. Fin janvier 1935, le docteur Muller relance les débats au conseil municipal, mais le projet est finalement rejeté en raison du coût que cela occasionnerait pour la ville. Il faut ajouter à cela la situation financière du club lui-même : il accuse un déficit de 7 000 francs, selon la lettre son président en décembre 1934. Professionnaliser La Sportive Thionvilloise serait donc un gouffre financier pour toutes les parties, et cela pourrait même remettre en cause l’existence de la société. Elle a donc tout intérêt à rester amateure, d’autant plus que la professionnalisation du CA Messin « libère » une place au sommet de la hiérarchie lorraine, que Thionville aspire à retrouver.

### Seconde Guerre mondiale (1940-1945)
| \| Thionville \| Localisation de la ville de Thionville |
| Thionville                                              |

En juillet 1940, durant la Seconde Guerre mondiale, la Moselle est annexée à l'Allemagne et plus particulièrement au Gau Westmark avec la Sarre et le Palatinat. La Sportive doit changer de nom et s'appelle désormais la Turn- und Sportgemeinschaft (TSG) Diedenhofen. Le club évolue en Kreisklasse Westlothringen, la deuxième division.
Afin de favoriser sa montée en Gauliga Westmark, où évoluent le 1.FC Saarbrücken, le FC Metz et le 1.FC Kaiserslautern, le club enregistre, entre avril et juin 1943, le renfort de l'international allemand et futur champion du monde 1954, Fritz Walter (comme Gastspieler, joueur invité en allemand), originaire de Kaiserslautern, et incorporé dans la Wehrmacht. Mais le plan échouera, Walter ne pouvant jouer que quelques matches de championnat seulement avant d'être envoyé en Corse. En 1944-1945, la Gauliga Westmark sera dissoute et Thionville fera son retour dans le football français.

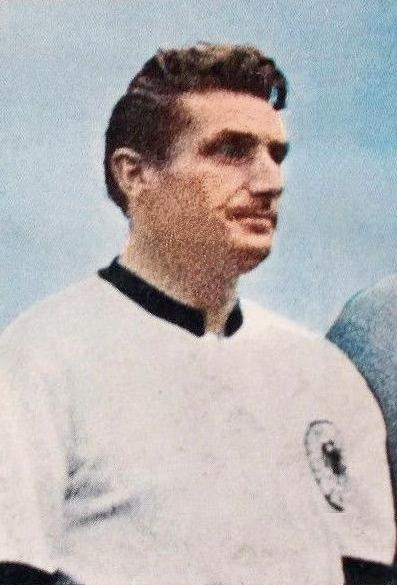
La légende Allemande Fritz Walter.

### Reconstruction (1946-1976)
Ce n'est qu'en 1954 que la Sportive retrouvera la Division d'Honneur. Six années de présence à ce niveau débouchent en 1960-1961 sur un nouveau titre de champion de Lorraine avec cette fois à la clé la montée en championnat de France amateur (CFA). Thionville, désignée ville la plus sportive de France en 1962, a alors le vent en poupe : les édiles locaux avaient su doter la ville d'installations sportives exceptionnelles pour l'époque avec notamment un stade omnisports (le Stade de Guentrange) pouvant accueillir 12 000 spectateurs en nocturne.

La tribune principale du Stade de Guentrange, de nos jours

Mais le premier séjour au niveau national ne durera que deux saisons (1961-1962 et 1962-1963).
Ensuite, pendant plus de dix années, Thionville devra se contenter de la Division d'Honneur, agrémentée d'une victoire en Coupe de Lorraine en 1963-1964 et d'une place de finaliste de cette même compétition en 1974 et 1976. Il se dit pourtant dans le courant des années 1970 qu'une importante ville comme Thionville, bénéficiant d'un contexte géographique assez exceptionnel, au nord de la métropole lorraine, et d'un important bassin de footballeurs amateurs, doit avoir une représentation plus importante que le niveau régional.

### L'âge d'or (1977-1981)
La saison 1976-1977 marque la conquête d'un nouveau titre de champion de Lorraine qui redonne l'occasion à Thionville de jouer au 3e niveau du football français. Après une première saison à ce niveau, la deuxième est celle de l'exploit sous la conduite des entraîneurs Rolland Ehrhardt (revenu à Thionville en juillet 1976) et Roland Bazard : En 1978-1979, Thionville monte en deuxième division nationale. Le président Roger Hoffmann demande et obtient le statut professionnel, lors du conseil fédéral de la FFF du 29 juin 1979, avec une période probatoire de deux ans.
Pour sa première saison en Division 2, La Sportive Thionvilloise affronte, devant 2 543 spectateurs, l'Olympique d'Alès en Cévennes et remporte son match sur le score de trois buts à un. La Sportive termine sa première saison en Division 2 à la 11e place sur 18 équipes, passant à quatre points de la descente en Division 3. Les attaquants José Souto et Lucien Bellavia terminent meilleurs buteurs de l'équipe avec huit buts chacun. En Coupe de France, La Sportive Thionvilloise réalise sa deuxième grosse performance dans la compétition avec un 32e de finale face FC Sochaux-Montbéliard, alors club de Division 1.
Lors de la saison 1980-1981, Thionville recrute Nico Braun, légende du club voisin du FC Metz dans les années 1970 ou encore Bobby Brown du Boston United FC en Angleterre. Le club est champion d'automne en 1980, devant le Stade brestois et donc virtuellement en Division 1. En Coupe de France, Thionville réalise la meilleure performance de son histoire en atteignant les 8e de finales de la compétition en éliminant le CS Sedan-Ardennes en 32e de finale et le SO Pont-de-Chéruy en 16e de finale, le club s'incline donc en 8e de finale face au FC Martigues. Malgré tout, la deuxième partie de saison sera dramatique : des raisons extra-sportives font tourner court la "belle aventure". Les recettes au guichet sont en effet très inférieures aux espérances budgétées (à une époque où il n'y a aucune recette de droits TV), la Sportive dépose le bilan, finissant pourtant ce championnat de Division 2 à une honorable 6e place, avec une équipe composée aux deux tiers de joueurs amateurs. Thionville était passé à sept points des barrages d'accession en Division 1, emmené par son prolifique buteur de 20 ans, Lucien Bellavia (15 buts).

### L'ascenseur dans les divisions national (1981-2000)
À la suite de son dépôt de bilan, le club est obligé de repartir en Division 4 lors de la saison 1981-1982 sous le nom de Thionville Football Club. Il séjourne trois saisons à ce niveau et remporte la coupe de Lorraine en 1983. Le club accède à nouveau à la Division 3 en 1984 après une première place en Division 4 (mais aucun trophée car éliminé par le FC Lorient en demi-finale de phase finale du championnat). En Coupe de France, le club retrouve le FC Sochaux-Montbéliard, club de Division 1, en 32e de finale et s'incline deux buts à zéro. Le club se maintient pendant trois saisons en Division 3, puis retourne à nouveau en Division 4 pour quatre exercices à la suite d'une énième descente à l'issue de la saison 1986-1987. Le club retourne en Division 3 en 1991 pour deux saisons.
Avec la réorganisation des compétitions nationales, Thionville intègre le National 2 en 1993 mais est relégué à la fin de l'exercice en National 3. Dans le même temps, c'est une victoire en Coupe de Lorraine en 1993, après une finale perdue en 1992. Lors de la saison 1997-1998, malgré une 6e place en CFA 2, le Thionville FC réalise une belle performance en Coupe de France en s'inclinant 5-1 face à l'EA Guingamp, alors pensionnaire de Division 1. Mais l'année 2000 marque un tournant : Après vingt-trois années consécutives de présence au niveau National, le Thionville FC réintègre le niveau régional à la suite d'une 16e place en CFA 2.

### Descente aux enfers (2000-2020)
Le club commence à partir de la saison 2000-2001 une longue période en Division d'Honneur en jouant dans le ventre mou et pour le maintien jusqu'en 2008-2009 où le club termine champion de Lorraine et accède de nouveau au CFA 2. À l'issue de la saison 2009-2010, le club est de nouveau relégué en Division d'Honneur. Le club change alors de président et d'entraîneur pour réaliser un nouveau projet de manière à se relancer. Christophe Borbiconi prend les rênes de l'équipe sans aucune expérience auparavant tandis que Pascal Dine devient le nouveau président du club lorrain.
À la suite de la rétrogradation du club en Division d'Honneur, il peine à se stabiliser durablement et enchaîne une énième descente en Division d'Honneur Régionale à l'issue de la saison 2011-2012.
Enchaînant quarre saisons à ce niveau, le club monte petit à petit en puissance et parvient à remonter en Division d'Honneur sous le coaching de Manu Cuccu, entraîneur du club depuis 2013.
Le Thionville FC reste quatre saisons dans le championnat de Régional 1 (anciennement Division d'Honneur) enchaînant deux fois une 9e place et une 7e place avant de se voir rétrograder une nouvelle fois à l'échelon inférieur après une décevante 14e place lors de la saison 2019-2020.
De retour en Régional 2, le Thionville FC engage Arnaud Szymanski en tant qu'entraîneur de l'équipe et termine cette saison-là 4e du championnat. Le maire de Thionville, Pierre Cuny, évoque le fait qu'il souhaiterait un club au niveau national pour la 3e ville de Lorraine, une fusion avec le deuxième club de la ville évoluant lui aussi en Régional 2, l'AS Portugais SF Thionville, est alors envisagé.

### Fusion et montées successives (2021 - 2024)
Le 2 mai 2021, le Thionville FC fusionne avec le Thionville AS Portugais Saint-François pour former l'US Thionville Lusitanos. Le club garde son matricule FFF, son histoire et son palmarès mais change définitivement de couleurs pour le gris laissant le jaune et bleu historique du Thionville FC. François Ventrici, ancien président du CSO Amnéville arrive au club, lui qui a relancé le club amnévillois jusqu'en National 3 et réduit les dettes de ce dernier. L'objectif est clair pour le nouveau président du club : bâtir une équipe capable de devenir le deuxième grand club de Moselle derrière le FC Metz et le troisième club de Lorraine derrière ce dernier et l'AS Nancy-Lorraine. Le club souhaite atteindre le National 1 d'ici la saison 2027 ou 2028. Ainsi, l'entraîneur Arnaud Szymanski quitte le club pour rejoindre le CSO Amnéville tandis que Julien François réalise le chemin inverse et devient officiellement coach de l'équipe sénior du club pour la saison qui arrive,.
Lors de leur première saison en 2021-2022 où l'US Thionville Lusitanos évoluera en Régional 2, les Thionvillois écrasent le championnat en terminant premiers invaincus, avec 20 victoires et 2 matchs nuls. En parallèle, ils sont éliminés de Coupe de France au 7e tour par l'ASC Biesheim, pensionnaire de National 3 (0-5), un parcours honorable pour un club de 7e division française.
La saison suivante, en Régional 1, Thionville roule encore une fois sur le championnat, avec cette fois 17 victoires, 6 matchs nuls et 3 défaites, le club termine une nouvelle fois champion. Cependant, en Coupe de France, les Thionvillois sont prématurément éliminés par l'AS Ludres au 5e tour (2-2 puis 4-1 aux T.A.B). Thionville doit rebriller en Coupe de France.
En 2023-2024, Thionville évolue donc en National 3. À la mi-saison, les Thionvillois sont premiers et invaincus. En Coupe de France, l'US Thionville Lusitanos entre au 3e tour et élimine les clubs de Saulnes Longlaville (0-10), Rethel Sportif (0-2), Saint-Dié (0-1) et Hiengène (0-4), tous à l'extérieur. Au septième tour, Thionville tire le FC Annecy, club pensionnaire du championnat de Ligue 2, et s'imposent au stade de Guentrange (2-1). Thionville accède aux 1/32ème de finale pour la première fois depuis 26 ans. Le 7 janvier 2024, Thionville joue son premier 1/32ème de finale de Coupe de France depuis la fusion en 2021 face à l'Olympique de Marseille au Stade Saint-Symphorien de Metz dans un stade à guichets fermés (27 450 spectateurs). Le 11 mai 2024, malgré une défaite 6-3 contre la réserve du Stade de Reims à domicile, le club monte officiellement en National 2 pour la saison 2024-2025.

### Maintien en National 2 (depuis 2024)
Lors de la saison 2024-2025 de National 2, le club se retrouve dans le groupe C. Thionville obtient sa première victoire de la saison en National 2 à l'issue de la 6e journée face à l'US Créteil-Lusitanos (victoire trois buts à zéro). Le 27 septembre 2024, la FFF confirme la victoire sur tapis vert du club lors de la 1re journée face à l'AS Furiani-Agliani. En Coupe de France, Thionville élimine successivement l'AS Metz Grange aux Bois (14-0 ; record dans l'histoire du club en Coupe de France) au 4e tour, l'AS Cernay-Berru-Lavannes (4-0) au 5e tour, le FC Saint-Méziéry (1-1 puis 5-4 lors des tirs au but) au 6e tour, le CA Boulay (3-0) au 7e tour, puis enfin l'AS Étoile de Matoury (2-0) au 8e tour, l'US Thionville Lusitanos se qualifie pour la deuxième fois d'affilée en 32es de finale de la compétition, une première dans l'histoire du club. Le club mosellan affronte le Valenciennes FC, pensionnaire de National 1, au stade de Guentrange, où le club s'incline lors de la séance des tirs au but après un match équilibré (2-2).
Au terme de sa première saison en National 2, les hommes de Julien François terminent à la 4e place du championnat, une performance remarquable pour un promu qui a longtemps pris part à la lutte pour la montée en National 1, aux côtés du FC Fleury 91 et du FC 93 Bobigny,.

## Identité du club

### Noms
- 1905-1919 : Fußball-Club Diedenhofen
- 1919-1940 : La Sportive Thionvilloise
- 1940-1945 : Tum-und-Sportgemeinschaft
- 1945-1981 : La Sportive Thionvilloise
- 1981-2021 : Thionville Football Club
- 2021- : Union sportive Thionville-Lusitanos

### Logos

Logo du Thionville FC jusqu'en 2021.
Logo de l'US Thionville-Lusitanos depuis 2021.

L'écusson du club est constitué d'un badge rond, dans lequel on retrouve la croix de Lorraine, symbole de la résistance française durant la Seconde Guerre mondiale et d'une croix de l'ordre du Christ, symbole du Portugal à la suite de la fusion entre le Thionville FC et le Thionville AS Portugais Saint-François que ce dernier arboré. Au centre de l'écusson, on y retrouve les armoiries de la ville de Thionville. Autour de ces éléments centraux se trouvent le nom du club, "US Thionville" est situé sur la partie supérieure du cercle alors que « Lusitanos » est apposé sur le bas de celui-ci. La date de fusion entre les deux clubs de la ville, 2021, apparait également sur le blason.

### Couleurs
Les couleurs historiques du club sont le jaune et le bleu, présent depuis la création du club jusqu'à la fusion du club historique de la ville, le Thionville FC avec celui du Thionville AS Portugais Saint-François qui donnera naissance à l'US Thionville Lusitanos.
À partir de 2021, le club optera pour des couleurs plus sobres, ainsi le jaune et bleu disparaissent des maillots du club pour faire place à du gris et du bleu ciel, du noir est aussi utilisé parfois,.

### Équipementier et maillot
Depuis 2021, le club collabore avec la firme italienne Kappa pour les maillots et arbore pour la première fois lors de la saison 2021-2022 en Régional 2 la couleur gris à la place du jaune et bleu historique du Thionville FC. Par le passé, le club a également été équipé par le Coq Sportif dans les années 1980 en Division 2, par Adidas dans les années 2000 et enfin par Jako jusqu'en 2021.

## Palmarès et bilan sportif

### Titres et trophées
Thionville remporte son premier trophée en 1923, le troisième championnat de Lorraine que le club remportera sept fois dans son histoire, le deuxième plus titré juste derrière le CA Messin. L'US Thionville Lusitanos est aussi sextuple vainqueur de la Coupe de Lorraine avec un dernier trophée datant de 2009.
Sur le plan nationale, Thionville ne possède qu'un seul et unique trophée, le club est vainqueur de son groupe de National 3 à l'issue de la saison 2023-2024. Néanmoins, l'US Thionville Lusitanos est vainqueur de son groupe de Division 4 lors de la saison 1983-1984 mais s'écroule en demi-finale de la compétition face au FC Lorient.
Le tableau suivant récapitule les performances de l'US Thionville Lusitanos dans les différentes compétitions officielles françaises.
| Compétitions nationales | Compétitions régionales | Compétitions de la réserve     |
| --- | --- | ------------------------------ |
| - Championnat de France de Division 2 (D2) - Meilleure performance : 6e de groupe en 1981 - Championnat de France de Division 4 (D4) - Vainqueur de groupe : 1984 - Championnat de National 3 (D5) - Vainqueur de groupe : 2024 - Coupe de France - Meilleure performance : Huitième de finaliste en 1981 | - Championnat de Lorraine (7) - Champion : 1923, 1925, 1928, 1961, 1977, 2009, 2023 - Coupe de Lorraine (6) - Vainqueur en 1925, 1929, 1964, 1983, 1993, 2008 - Régional 2 - Champion : 2022 - Division d'Honneur Régional - Champion : 2016 | - Régional 2 - Champion : 2023 |

| Compétitions centre de formation                             |
| Championnat Régional 1 U16 (1) - Vainqueur de groupe en 2024 |

### Records
- Club avec le plus de victoire lors d'une finale de Coupe de Lorraine[64].
- 28 matchs consécutifs sans défaites entre la saison 2020-2021 en Régional 2 et la saison 2022-2023 en Régional 1[65].

### Bilan sportif
| Niveau | Championnat            | Saisons | Titres | J   | G  | N  | P  | Bp  | Bc  | Diff |
| ------ | ---------------------- | ------- | ------ | --- | -- | -- | -- | --- | --- | ---- |
| 2      | Division 2 (1972-2002) | 2       | 0      | 68  | 23 | 22 | 23 | 82  | 86  | -4   |
| 3      | Division 3 (1971-1993) | 9       | 0      | 260 | 91 | 76 | 93 | 297 | 346 | -49  |
| 4      | Division 4 (1978-1993) | 7       | 0      | 182 | 85 | 54 | 43 | 286 | 175 | 111  |
| 4      | National 2 depuis 2018 | 2       | 0      | 31  | 13 | 8  | 10 | 48  | 40  | 8    |
| 5      | National 3 depuis 2018 | 1       | 1      | 26  | 17 | 4  | 5  | 53  | 28  | 25   |
| 5      | CFA 2 (1998-2017)      | 4       | 0      | 118 | 26 | 26 | 66 | 115 | 215 | -100 |
| 4      | National 2 (1993-1998) | 1       | 0      | 34  | 5  | 9  | 20 | 23  | 61  | -38  |
| 5      | National 3 (1993-1998) | 3       | 0      | 78  | 26 | 24 | 28 | 85  | 78  | 7    |
| 6, 7   | DH, DHR, R1, R2        | 75      | 9      |     |    |    |    |     |     |      |

#### Saison par saison
Le tableau ci-dessous récapitule le bilan des saisons de l'US Thionville Lusitanos.
| Saison    | Division | Division | Division | Division | Division | Division | Division | Pts | J  | G  | N  | P  | Bp  | Bc | Diff. |
| Saison    | I        | II       | III      | IV       | V        | VI       | VII      | Pts | J  | G  | N  | P  | Bp  | Bc | Diff. |
| --------- | -------- | -------- | -------- | -------- | -------- | -------- | -------- | --- | -- | -- | -- | -- | --- | -- | ----- |
| 1977-1978 |          |          | 5e       |          |          |          |          | 35  | 30 | 12 | 11 | 7  | 30  | 24 | +6    |
| 1978-1979 |          |          | 3e       |          |          |          |          | 43  | 30 | 17 | 9  | 4  | 44  | 23 | +21   |
| 1979-1980 |          | 11e      |          |          |          |          |          | 31  | 34 | 10 | 11 | 13 | 38  | 49 | -11   |
| 1980-1981 |          | 6e       |          |          |          |          |          | 37  | 34 | 13 | 11 | 10 | 44  | 37 | +7    |
| 1981-1982 |          |          |          | 7e       |          |          |          | 28  | 26 | 10 | 8  | 8  | 35  | 31 | +4    |
| 1982-1983 |          |          |          | 3e       |          |          |          | 35  | 26 | 16 | 3  | 7  | 52  | 31 | +21   |
| 1983-1984 |          |          |          | 1er      |          |          |          | 42  | 26 | 17 | 8  | 1  | 62  | 20 | +42   |
| 1984-1985 |          |          | 5e       |          |          |          |          | 34  | 30 | 12 | 10 | 8  | 40  | 44 | -4    |
| 1985-1986 |          |          | 13e      |          |          |          |          | 27  | 30 | 12 | 3  | 15 | 37  | 43 | -6    |
| 1986-1987 |          |          | 16e      |          |          |          |          | 22  | 30 | 5  | 12 | 13 | 18  | 48 | -30   |
| 1987-1988 |          |          |          | 10e      |          |          |          | 23  | 26 | 7  | 9  | 10 | 31  | 30 | +1    |
| 1988-1989 |          |          |          | 8e       |          |          |          | 27  | 26 | 10 | 7  | 9  | 25  | 30 | -5    |
| 1989-1990 |          |          |          | 4e       |          |          |          | 30  | 26 | 10 | 10 | 6  | 33  | 19 | +14   |
| 1990-1991 |          |          |          | 2e       |          |          |          | 39  | 26 | 15 | 9  | 2  | 48  | 14 | +34   |
| 1991-1992 |          |          | 4e       |          |          |          |          | 35  | 30 | 12 | 11 | 7  | 36  | 30 | +6    |
| 1992-1993 |          |          | 13e      |          |          |          |          | 26  | 30 | 7  | 12 | 11 | 27  | 34 | -7    |
| 1993-1994 |          |          |          | 18e      |          |          |          | 19  | 34 | 5  | 9  | 20 | 23  | 61 | -38   |
| 1994-1995 |          |          |          |          | 9e       |          |          | 24  | 26 | 7  | 10 | 9  | 22  | 24 | -2    |
| 1995-1996 |          |          |          |          | 9e       |          |          | 36  | 26 | 10 | 6  | 10 | 31  | 26 | +5    |
| 1996-1997 |          |          |          |          | 7e       |          |          | 35  | 26 | 9  | 8  | 9  | 32  | 28 | +4    |
| 1997-1998 |          |          |          |          | 6e       |          |          | 42  | 28 | 12 | 6  | 10 | 30  | 32 | -2    |
| 1998-1999 |          |          |          |          | 14e      |          |          | 59  | 30 | 7  | 8  | 15 | 31  | 44 | -13   |
| 1999-2000 |          |          |          |          | 16e      |          |          | 47  | 4  | 5  | 21 | 9  | 28  | 66 | -38   |
| 2000-2001 |          |          |          |          |          | 7e       |          | 34  | 26 | 8  | 10 | 8  | 32  | 33 | -1    |
| 2001-2002 |          |          |          |          |          | 9e       |          | 31  | 26 | 9  | 4  | 13 | 34  | 48 | -14   |
| 2002-2003 |          |          |          |          |          | 4e       |          | 44  | 26 | 12 | 8  | 6  | 41  | 31 | +10   |
| 2003-2004 |          |          |          |          |          | 5e       |          | 37  | 26 | 8  | 13 | 5  | 36  | 28 | +8    |
| 2004-2005 |          |          |          |          |          | 2e       |          | 45  | 26 | 12 | 9  | 5  | 39  | 22 | +17   |
| 2005-2006 |          |          |          |          |          | 12e      |          | 29  | 26 | 8  | 5  | 13 | 23  | 40 | -17   |
| 2006-2007 |          |          |          |          |          | 10e      |          | 31  | 26 | 8  | 7  | 11 | 35  | 50 | -15   |
| 2007-2008 |          |          |          |          |          | 2e       |          | 50  | 26 | 15 | 5  | 6  | 54  | 26 | +28   |
| 2008-2009 |          |          |          |          |          | 1er      |          | 59  | 26 | 19 | 2  | 5  | 52  | 20 | +32   |
| 2009-2010 |          |          |          |          | 16e      |          |          | 45  | 30 | 3  | 7  | 20 | 26  | 73 | -47   |
| 2010-2011 |          |          |          |          |          | 8e       |          | 35  | 26 | 10 | 5  | 11 | 37  | 41 | -4    |
| 2011-2012 |          |          |          |          |          | 12e      |          | 27  | 26 | 7  | 6  | 13 | 31  | 44 | -13   |
| 2012-2013 |          |          |          |          |          |          | ?        | ?   | ?  | ?  | ?  | ?  | ?   | ?  | ?     |
| 2013-2014 |          |          |          |          |          |          | 7e       | 31  | 22 | 10 | 1  | 11 | 43  | 37 | +6    |
| 2014-2015 |          |          |          |          |          |          | 5e       | 36  | 22 | 10 | 6  | 6  | 40  | 30 | +10   |
| 2015-2016 |          |          |          |          |          |          | 1er      | 42  | 22 | 13 | 3  | 6  | 50  | 32 | +18   |
| 2016-2017 |          |          |          |          |          | 9e       |          | 32  | 26 | 8  | 8  | 10 | 41  | 45 | -4    |
| 2017-2018 |          |          |          |          |          | 7e       |          | 33  | 24 | 10 | 3  | 11 | 34  | 40 | -6    |
| 2018-2019 |          |          |          |          |          | 9e       |          | 30  | 26 | 8  | 6  | 12 | 38  | 46 | -8    |
| 2019-2020 |          |          |          |          |          | 14e      |          | 14  | 14 | 4  | 3  | 7  | 17  | 24 | -7    |
| 2020-2021 |          |          |          |          |          |          | 4e       | 8   | 4  | 2  | 2  | 0  | 12  | 5  | +7    |
| 2021-2022 |          |          |          |          |          |          | 1er      | 62  | 22 | 20 | 2  | 0  | 100 | 11 | +89   |
| 2022-2023 |          |          |          |          |          | 1er      |          | 57  | 26 | 17 | 6  | 3  | 55  | 20 | +35   |
| 2023-2024 |          |          |          |          | 1er      |          |          | 55  | 26 | 17 | 4  | 5  | 53  | 28 | +25   |
| 2024-2025 |          |          |          | 4e       |          |          |          | 47  | 30 | 13 | 8  | 9  | 48  | 39 | +9    |
| 2025-2026 |          |          |          | En cours |          |          |          | 0   | 1  | 0  | 0  | 1  | 0   | 1  | -1    |

### Les meilleurs performances
En deuxième division, le meilleur classement de l'US Thionville Lusitanos date de la saison 1980-1981, à l'issue de laquelle le club se classe 6e de son groupe avec 37 points.
En Coupe de France, Thionville réalise sa meilleure performance dans la compétition lors de la saison 1980-1981 avec un 8e de finale en s'inclinant face au FC Martigues (5-2 score cumulé). Au cours de son histoire, le club jouera aussi sept fois un 32e de finale face à l'US Belfort en 1925, face au FC Sochaux-Montbéliard (deux fois) en 1980 et 1984, face au CS Sedan Ardennes en 1981, face à l'EA Guingamp en 1998, face à l'Olympique de Marseille en 2024 et enfin face au Valenciennes FC en 2025.

#### Tableau des phases finales de Thionville en Coupe de France
| Édition   | Div. | Tour          | Dernier adversaire     | Lieu  | Score         |
| --------- | ---- | ------------- | ---------------------- | ----- | ------------- |
| 1924-1925 | 1    | 32e de finale | US Belfort             | E     | 4–2           |
| 1979-1980 | 2    | 32e de finale | FC Sochaux-Montbéliard | N     | 1–2           |
| 1980-1981 | 2    | 8e de finale  | FC Martigues           | D & E | 0–3 ; 2-2     |
| 1983-1984 | 4    | 32e de finale | FC Sochaux-Montbéliard | N     | 0–2           |
| 1997-1998 | 5    | 32e de finale | EA Guingamp            | D     | 1–5           |
| 2023-2024 | 5    | 32e de finale | Olympique de Marseille | N     | 0-1           |
| 2024-2025 | 4    | 32e de finale | Valenciennes FC        | D     | 2-2 ; 4-5 tab |

## Structures du club

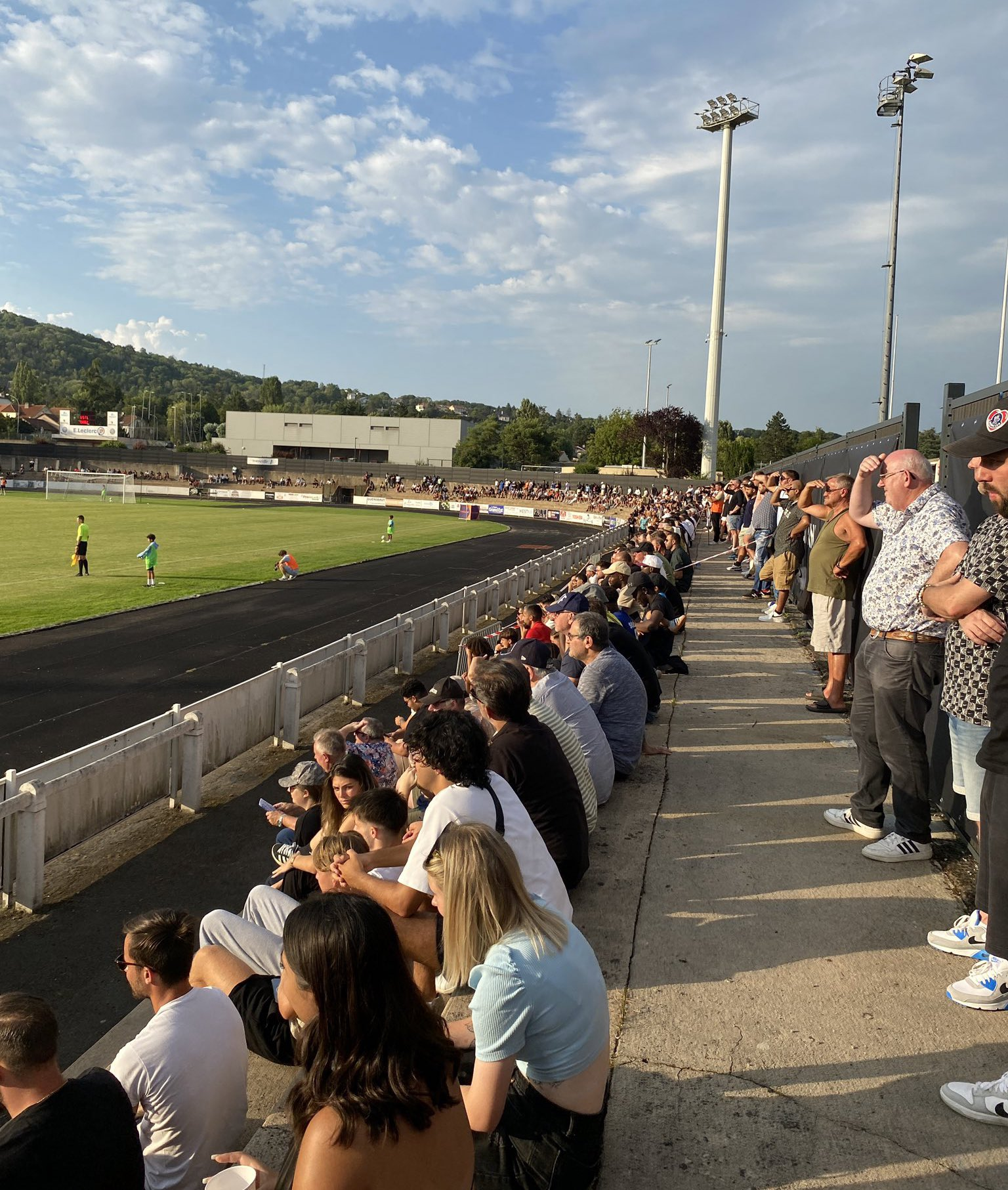
Stade de Guentrange contre le FC Chambly-Oise en 2024

### Stade de Guentrange
l'US Thionville Lusitanos joue depuis quelques années maintenant ses matchs (à domicile) dans le stade de Guentrange qui est l'enceinte sportive principale de l'agglomération Portes de France-Thionville. Le stade comporte une tribune principale couverte ainsi que des virages tout autour de ce dernier.

### Stade Municipal Jeanne d'Arc
Auparavant, le club évoluait au stade Municipal Jeanne d'Arc, en plein centre de Thionville. Lorsque le club évoluait en deuxième division française entre 1979 et 1981, il enregistrait jusqu'à 5 200 spectateurs par matchs maximum. L'équipe réserve joue régulièrement ses matchs dans cette enceinte.

## Aspects juridiques et économiques

### Aspects juridiques

#### Statut juridique et légal
L'US Thionville Lusitanos se compose d'une association détentrice du numéro d'affiliation à la FFF et d'une société. Le club est affilé à la Ligue du Grand Est de football sous le numéro 541471. Le club à son siège social au 6 route de la Sportive ; Stade de Guentrange. La société US Thionville Lusitanos emploie entre 6 et 9 salariés.

### Éléments comptables
Chaque saison, l'US Thionville Lusitanos publie son budget prévisionnel après validation auprès de la DNCG, l'instance qui assure le contrôle administratif, juridique et financier des associations et sociétés sportives de football afin d'en garantir la pérennité. Le budget prévisionnel d'un club s'établit en amont de l'exercice à venir et correspond à une estimation de l'ensemble des recettes et des dépenses prévues par l'entité. Le tableau ci-dessous résume les différents budgets prévisionnels du club thionvillois saison après saison.
| Saison | 2022-2023 | 2023-2024 | 2024-2025 |
| Budget | 600 000 € | 800 000 € | 1 M€      |

### Sponsors et équipementiers
Le club est soutenu par treize principaux sponsors qui figurant sur le maillot à domicile (Kappa, le Groupe Habiter, Betsson, Chaussea, Audi Metz, Škoda, Lorraine Résine, Sofitex Intérim, E.Leclerc Thionville, Volkswagen Metz, McDonald's, Eurovia et Mequisa).
Depuis 2021 et la fusion entre le Thionville FC et le Thionville AS Portugais Saint-François, l'équipementier du club est Kappa.

## Effectif actuel
Le tableau ci-dessous récapitule l'effectif de l'US Thionville Lusitanos pour la saison 2025-2026 dans le championnat de National 2 et en Coupe de France.

## Personnalités du club

### Joueurs

#### Le TSG Diedenhofen (1940-1945)
Alors annexé par les Allemands et afin de favoriser la montée du TSG Diedenhofen (la Sportive Thionvilloise), Fritz Walter, légende du 1.FC Kaiserslautern et d'Allemagne rejoint le club d'avril à juin 1943.

#### La grande équipe de la Sportive (1979-1981)
Lors de l'âge d'or du club au début des années 1980, la Sportive Thionvilloise aligne plusieurs beaux noms tel que Bernard Tischner, formé au RC Strasbourg, José Souto, formé au club et prêté par le voisin du FC Metz, le défenseur Jean-Paul Pfertzel ayant joué au FC Sochaux-Montbéliard, Stéphane d'Angelo formé au FC Metz, Bobby Brown recruté du club anglais du Boston United FC, l'ailier Éric Bedouet formé au Angers SCO, l'attaquant Lucien Bellavia devenu une véritable légende de la Sportive Thionvilloise et Nico Braun, meilleur buteur de l'histoire du FC Metz.

#### Joueurs en pré-retraite
En 2002, le joueur iconique du FC Metz Philippe Gaillot rejoint le Thionville FC pour trois saisons à l'âge de 37 ans en évoluant avec le club en Division d'Honneur.
Lors de la saison 2008-2009 du club en Division d'Honneur, le club enregistre l'arrivée de Mourad Boukellal à l'âge de 32 ans devenu une légende du CS Pétange au Luxembourg.
Formé au club avant d'intégrer le centre de formation du FC Metz, l'ancien international français, Cyrille Pouget, signe au club en 2010 pour deux saisons en Division d'Honneur.
En 2014, l'expérimenté attaquant Tomasz Gruszczński passé par le FC Metz et devenue légende du F91 Dudelange rejoint le club en DHR à l'âge de 34 ans.
Lors en la saison 2018-2019, Julien Quercia (né à Thionville) ayant joué l'UEFA Champions-League avec l'AJ Auxerre en 2010-2011 rejoint le club alors en Régional 1 avant de partir pour le Thionville AS Portugais Saint-François et de revenir pour une saison en 2021-2022.

#### Joueurs professionnel formé au club
- Rolland Ehrhardt (1955)
- Johnny Schuth
- Moreno Fabiani (1973)
- José Souto (1977)
- Rino Trungadi (1979)
- Daniel Cangini (1980)
- Cyrille Pouget
- Joris Di Gregorio
- Gauthier Hein (2000-2008)
- Youssef Maziz (2004-2006)

### Entraîneurs

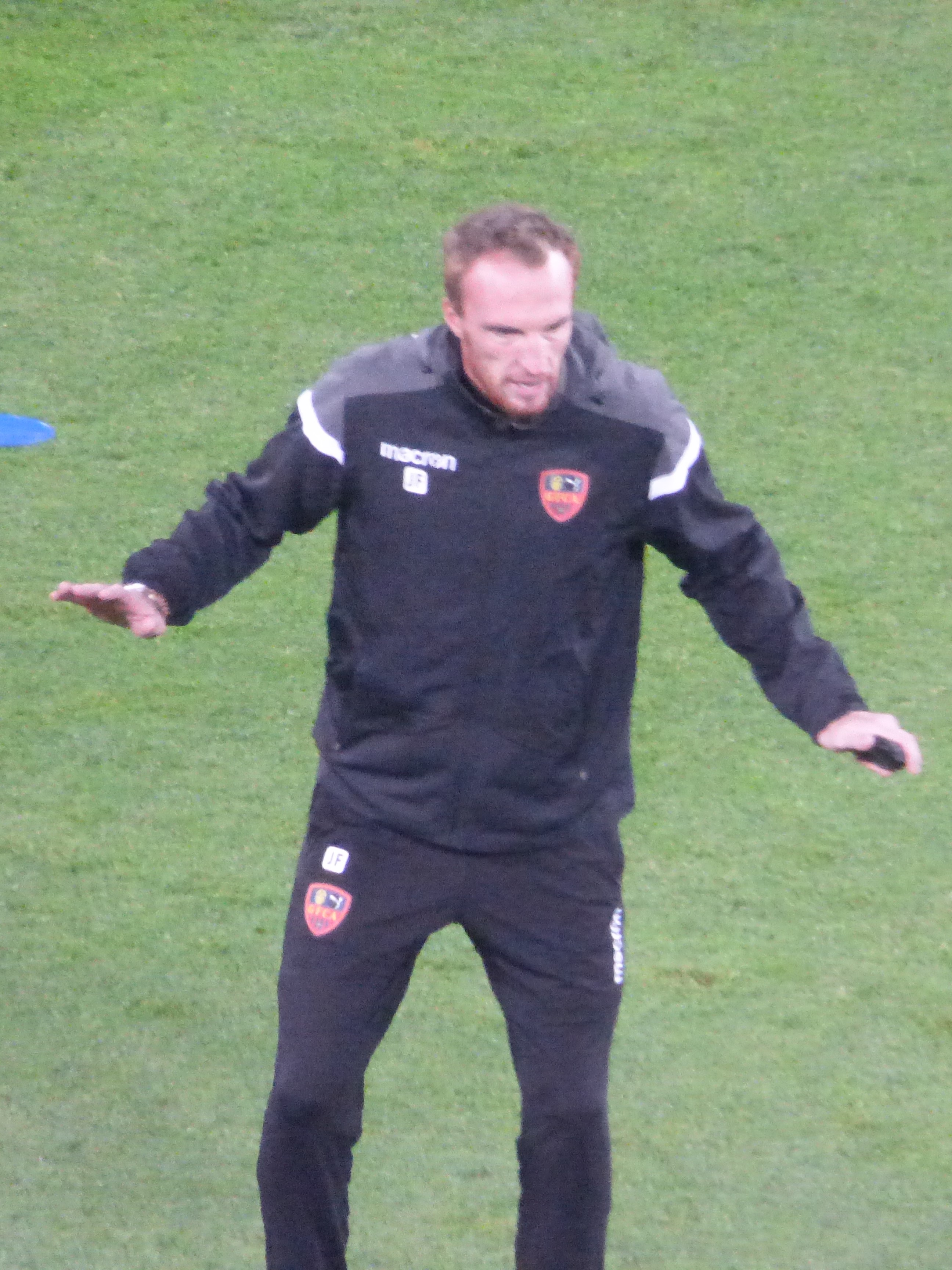
Julien François, actuel entraîneur du club sous les couleurs du Gazélec en 2018

Depuis l'été 2021, Julien François entraîne l'équipe fanion de l'US Thionville Lusitanos. En seulement trois saisons, François devient le premier entraîneur de l'histoire du club a remporter trois trophées et a remporter un championnat national à la tête du club thionvillois avec un succès en National 3 lors de la saison 2023-2024.
Il est aussi l'unique entraîneur de Thionville à avoir atteint par deux fois les 1/32èmes de finales de la Coupe de France lors de la saison 2023-2024 face à l'Olympique de Marseille et lors de la saison 2024-2025 face au Valenciennes FC.
| Dates                    | Nom                  | Nationalité | Titres                                           |
| 1976 - 1979              | Rolland Ehrhardt     | France      | Champion de DH                                   |
| 1979- Décembre 1980      | Robert Szczepaniak   | Pologne     |                                                  |
| Janvier 1980 - 1981      | Pierre Flamion       | France      |                                                  |
| 1983 - Janvier 1987      | Pawel Chodakowski    | Pologne     |                                                  |
| Février 1987 - 1987      | Branko Tucač         | Croatie     |                                                  |
| 1992 - 2000              | José Souto           | France      | Coupe de Lorraine                                |
| 2000 - 2001              | Gabriel Dalvit       | France      |                                                  |
| 2001 - 2003              | Pascal Raspollini    | France      |                                                  |
| 2003 - 2006              | Patrick Libot        | France      |                                                  |
| 2006 - 2007              | Gabriel Dalvit       | France      | Coupe de Lorraine                                |
| 2008 - 2010              | Eric Brusco          | France      | Champion DH                                      |
| 2010 (juin) - 2012       | Christophe Borbiconi | France      |                                                  |
| novembre 2013- juin 2018 | Manu Cuccu           | France      | Champion DHR                                     |
| 2018 - 2019              | Jérémy Deichelbohrer | France      |                                                  |
| 2019                     | David Fanzel         | France      |                                                  |
| 2020 - 2021              | Arnaud Szymanski     | France      |                                                  |
| 2021 -                   | Julien François      | France      | Champion de R2 / Champion de R1 / Champion de N3 |

## Culture populaire

### Affluences et supporters

#### Affluences
L'US Thionville Lusitanos détient la meilleure affluence de son histoire lors de la saison 1979-1980, avec 2 405 spectateurs en moyenne, lorsque le club évolue à l'époque en Division 2. La saison suivante, toujours en Division 2, le club enregistre une moyenne de 2 117 spectateurs, ce qui constitue la 2e meilleure affluence de l'histoire du club.
Le record d'affluence à un match du club remonte au 29 septembre 1979, lorsque 5 206 spectateurs assistent au match face à l'AJ Auxerre de Guy Roux.
Après un passage à vide pendant plusieurs années, durant lesquelles le club enregistre à peine une trentaine de spectateurs, le club retrouve une base solide de spectateurs lors de la montée en National 3 en 2023. Avec le National 3 et la Coupe de France, Thionville enregistre 1 170 spectateurs cette saison-là.
| Saisons | Spectateurs | Compétition |
| ------- | ----------- | ----------- |
| 1980    | 2 405       | Division 2  |
| 1981    | 2 117       | Division 2  |
| 2024    | 1 170       | National 3  |
| 2025    | 705         | National 2  |

#### Affluence record par années
Ce tableau répertorie la meilleure affluence par saisons du club lorrain au Stade de Guentrange.
| Saisons | Spectateurs | Adversaire        | Score           | Compétition     | Date              |
| ------- | ----------- | ----------------- | --------------- | --------------- | ----------------- |
| 1980    | 5 206       | AJ Auxerre        | 0 - 0           | Division 2      | 29 septembre 1979 |
| 1981    | 5 017       | Stade brestois 29 | 2 - 2           | Division 2      | 27 septembre 1980 |
| 2024    | 4 000       | FC Annecy         | 2 - 1           | Coupe de France | 9 décembre 2023   |
| 2025    | 4 000       | Valenciennes FC   | 2 - 2 (4-5 tab) | Coupe de France | 22 décembre 2024  |

#### Supporters
Bien qu'il n'y ait aucun groupe de supporters ou d'Ultras référencé dans les travées du Stade de Guentrange, des animations telles que des tifos, banderoles ou chants font petit à petit leurs apparitions depuis la saison 2023-2024 en National 3.
Depuis le match de Coupe de France face au FC Annecy en 2024, des supporters de l'US Thionville Lusitanos lancent régulièrement des chants à travers un mégaphone pour mettre l'ambiance dans les tribunes du stade. Par la suite, le premier tifo de l'histoire du club est déployé lors du match de Coupe de France face au Valenciennes FC en tribune « pourtour » du Stade de Guentrange.

### Relations avec d'autres clubs

#### Clubs partenaires
- Royal Excelsior Virton et FC Progrès Niederkorn :  en juin 2024, l'US Thionville Lusitanos devient partenaire officiel avec le club belge du Royal Excelsior Virton évoluant en D1 ACFF (3ème division belge) détenu par N'Golo Kanté[96] et du FC Progrès Niederkorn évoluant en BGL Ligue et régulièrement en coupe d'Europe[97]. Ce partenariat pourra notamment permettre une collaboration au niveau des jeunes ou d'éventuels échanges de joueurs[98].
- FC Metz : depuis 2011, un partenariat sous forme de convention existe entre l'US Thionville Lusitanos et le FC Metz avec sept autres clubs en Moselle ; l'US Forbach, le FC Sarrebourg, l'APM Metz, le CSO Amnéville, l'EN Saint-Avold, le RS Magny et le Sarreguemines FC[99]. Ce partenariat vise à développer le repérage et la formation encadrée de jeunes joueurs. Le FC Metz renforce donc ses liens avec le football amateur en Moselle et accompagne les futurs espoirs du département dans leur formation. Les huit clubs partenaires du FC Metz bénéficient en échange de l'expertise du sport professionnel afin de développer leurs structures de formation[100].

#### Avec le FC Yutz
Lors de son histoire, l'US Thionville Lusitanos a régulièrement croisé des clubs lorrains dans les différents championnats nationaux et régionaux. Le derby le plus disputé et le plus important reste contre le FC Yutz, l'un des derbys les plus proches entre deux villes de Lorraine, distancé de seulement 2 km, séparé par la Moselle.

#### Avec le CSO Amnéville
Le derby le plus "prestigieux" dans l'histoire du club est celui face au CSO Amnéville malgré le faible ratio de matchs joués entre les deux clubs, ces derniers étant les plus importants historiquement dans le football mosellan derrière le FC Metz et séparé de seulement 15 km entre les deux villes.

#### Avec le SAS Épinal
Pourtant distancé de 158 km, le match entre Thionville et le SAS Épinal est qualifié de « Derby lorrain » par les médias ainsi que par les deux clubs. Derrière le FC Metz et l'AS Nancy-Lorraine, il s'agit des deux clubs les plus importants et constants dans l'histoire du football lorrain.